# Henry Grey, VI conte di Kent
Henry Grey (Silsoe, 1541 – Silsoe, 31 gennaio 1615) è stato un nobile inglese.

## Biografia
Era figlio di Henry Grey (1520–1545) e Margaret St John.
Suo padre era figlio di Henry Grey, IV conte di Kent ma premorì al genitore. Il titolo di conte di Kent passò quindi nel 1545 da nonno a nipote a Reginald, fratello maggiore di Henry.
La famiglia Grey viveva modestamente, nonostante i nobili natali, in quanto il terzo conte Richard, prozio di Henry, aveva venduto i beni di famiglia indebitandosi al gioco.
Suo fratello Reginald, sposatosi con Susan Bertie, figlia di Catherine Willoughby e parente lontana di Elisabetta I d'Inghilterra, riuscì a riavere indietro alcuni beni finiti nelle mani della corona. Morì nel 1573 senza figli, lasciandosi così suo erede Henry.
Grey sposò Mary Cotton, figlia di Sir George Cotton e Mary Onley. Dall'unione però non nacquero eredi.
Nel 1586 gli venne conferito l'incarico di Lord luogotenente del Bedfordshire, impegnò che ricoprì fino alla morte.
A succedergli sia nel titolo che nell'incarico venne chiamato suo fratello minore Charles.